# Річард Болеславський
Річард Валентинович Болеславський (пол. Ryszard Bolesławski, при народженні Річард Стржезницький (пол. Ryszard Srzednicki); 4 лютого 1889, Могилів-Подільський, Подільська губернія, Російська імперія — 17 січня 1937, Лос-Анджелес, США) — російський та американський актор польського походження, режисер театру і кіно, викладач акторської майстерності.

## Життєпис

### Походження та навчання
Болеслав Річард Стржезницький народився 1889 року в родині польського художника Валенти Стржезницького. Ім'я Річард Болеславський він взяв собі пізніше як театральний псевдонім. Після смерті батька родина переїхала до Одеси. Ще під час навчання у школі Річард виступав у аматорських спектаклях одеського «Польського вогню» («Ognisku Polskim») та російської трупи, потім у спектаклях російської пересувної трупи. Навчався у Новоросійському, а потім у Московському університетах.

### Робота в Московському Художньому театрі

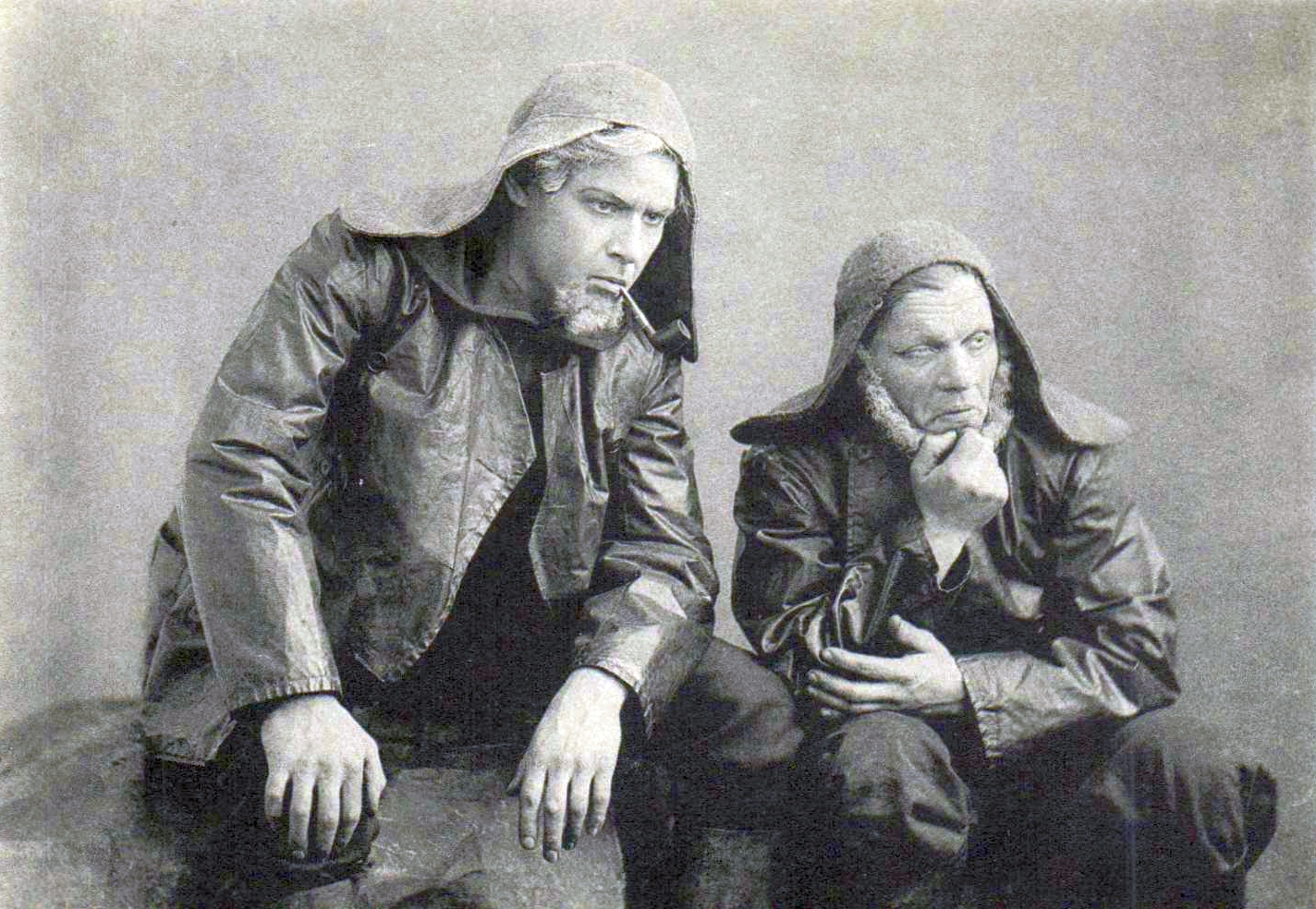
Річард Болеславський та Сергій Сапунов у виставі «Бранд» (за Г. Ібсеном) Московського Художнього театру

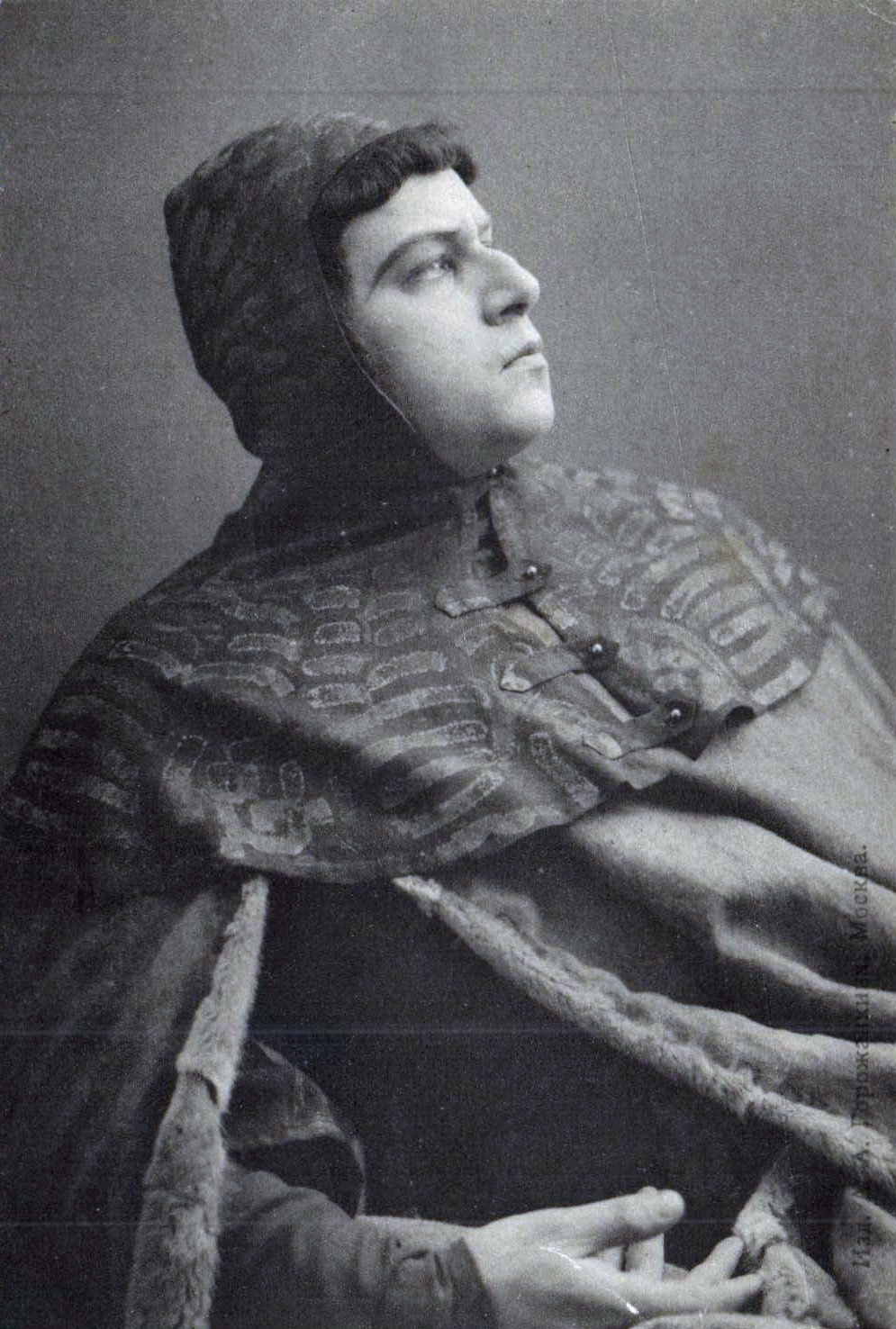
Річард Болеславський у ролі Лаерта. Вистава «Гамлет», Московський Художній театр, 1912

З 1908 року — актор Московського художнього театру, в якому зіграв двадцять ролей. У 1909 році успішно дебютував у головній ролі Бєляєва у п'єсі Івана Тургенєва «Місяць у селі». У 1911 року — зіграв Льовку в п'єсі Семена Юшкевича «Miserere», Лаерта в «Гамлеті» Вільяма Шекспіра, в 1914 році — Фабриціо в «Господарі готелю» Карло Ґольдоні. Серед інших ролей — Пан Врублевський у «Братах Карамазових» за романом Федора Достоєвського (1910), адвокат Петрушин у «Живому трупі» Лева Толстого (1911), Аслак у «Пер Гюнті» Генріка Ібсена (1912), Альсід в «Шлюбі поневолі» Мольєра (1913), Барановський в «Осінніх скрипках» Іллі Сургучова.
Річард Болеславський — один із засновників та організаторів Першої студії МХТ, де поставив «Загибель „Надії“» Германа Хеєрманса (1913), «Каліки перехожі» Володимира Волькенштейна (1914). Одночасно зіграв Вільгельма у «Святі життя» Ґергарта Гауптмана (1913), сера Тобі в «Дванадцятій ночі» Шекспіра (1917).

### Робота в кіно
У 1914 році Річард Болеславський дебютував у кіно в ролі художника Воліна у фільмі Якова Протазанова Повз життя (Казка життя) та танцюриста у фільмі Танець вампіра. У 1915 році поставив свої перші фільми: Три зустрічі, Ти ще не вмієш любити, а згодом — Сім'я Поленових, Не розум, а пристрасть правлять світом та Будиночок на Волзі.

### Перша світова війна
У 1916 році пішов добровольцем на фронт, де у складі Першого уланського полку (Польського) перебував на фронті, був поранений. У 1918 році повернувся до студії. Пізніше він написав дві книги спогадів про цей час.

### Робота в польських театрах та кіно
У січні 1920 році переїхав до Польщі, де почав працювати у Великому театрі в Познані. Поставив у своєму оформленні «Потоп» Ю.-Х. Бергера. Потім вступив актором і режисером до варшавського Польського Театру, де поставив «Міщанина у дворянстві» Мольєра (разом із Л. Шиллером, 1920), «Романтиків» Е. Ростана (виконав роль Стафореля, 1920), «Милосердя» К. Ростворовського (1920), «Потоп» (виконав роль О'Ніла, 1920), «Рюї Блаз» В. Гюго (1921), «Кікі» Л.-Б. Пікара (1921).
У 1920 році Річард Болеславський поставив кілька короткометражних пропагандистських фільмів, спрямованих проти Радянської Росії, і на кіностудіях «Сфінкс» та «Оріантфільм» два великі художні фільми: Bohaterstwo Polskiego Skauta (Героїзм польського скауту) та Cud nad Wisłą (Чудо над Віслою).

### У США
Не отримавши постійного місця керівника Міського театру в Лодзі у травні 1921 року, Річард Болеславський виїхав з Польщі і незабаром приєднався до качаловської групи Художнього театру, що знаходилася в Празі. Восени 1922 року він приєднався до трупи МХТ під час гастролей у США і там залишився після її від'їзду до Москви.
У 1923 році заснував у Нью-Йорку American Laboratory Theatre (ALT). Спочатку він планував за три роки підготувати трупу акторів, з якої розпочати вистави репертуарного театру, але вистави почалися дещо раніше, через два роки. Тому цей театр складався з двох частин: діючого театру та школи при ньому, де готувалися актори, дотримуючись системи Станіславського. Окрім самого Болеславського ключовим педагогом ALT була актриса МХТ Марія Успенська. Програма навчання акторів включала в себе навчання танцю, балету, ритміці Далькрозу, фехтуванню, пантомімі, фонетиці, декламації та гриму. Також звертали на розвиток у акторів почуттів, уяви та пам'яті.
Поставив «Три мушкетери», «Приборкання норовливої», «Макбет», «Міракль». ALT діяв до 1930—1933 років, коли Болеславський переїхав до Голлівуду, щоб працювати в кіно. Приблизно в цей час він одружився з американською драматичною актрисою Нормою Друрі.
В ALT навчалися Лі Страсберг, Стелла Адлер та Гарольд Клурман, які стали засновниками відомого цілою плеядою зірок, що вийшли з нього, і лівою антикомерційною спрямованістю "Групового Театру» (en:Group Theatre (New York). Тому «Груповий театр» часто сприймається як продовження напряму «Лабораторного театру» Болеславського.
Річард Болеславський передчасно помер у Лос-Анджелесі лише за кілька тижнів до свого 48-го дня народження, 17 січня 1937 року.

### Фільмографія
- 1915 — Ти ще не вмієш любити, в Росії
- 1918 — Три зустрічі, в Росії
- 1918 — Хліб, в Росії
- 1920 — Героїзм польського скауту / Bohaterstwo Polskiego Skauta, у Польщі
- 1920 — Чудо над Віслою / Cud nad Wisłą (The Miracle at the Vistula), у Польщі
- 1929 — The Grand Parade, у США, Голлівуді
- 1929 — Королева Келлі / Queen Kelly, з Еріхом фон Штрогеймом, в титрах не вказано
- 1929 — The Last of the Lone Wolf
- 1929 — Дівчина-скарб / Treasure Girl
- 1929 — Веселий дипломат / The Gay Diplomat
- 1929 — Woman Pursued
- 1932 — Распутін та імператриця / Rasputin and the Empress
- 1932 — Beauty for Sale
- 1932 — Буря на заході сонця / Storm at Daybreak
- 1932 — Побіжні коханці / Fugitive Lovers
- 1933 — Краса на продаж / Beauty for Sale
- 1934 — Голлівудська вечірка / Hollywood Party
- 1934 — Чоловік у білому / Чоловік у білому / Men in White
- 1934 — Таємниця містера Ікс / The Mystery of Mr. X
- 1934 — Агент номер 13 / Operator 13
- 1934 — Розмальована вуаль (The Painted Veil).
- 1935 — Клайв Індійський / Clive of India
- 1935 — Знедолені / Les Miserables / Les Misérables
- 1935 — Метрополітен / Metropolitan
- 1935 — Хлопчик О'Шонессі / O'Shaughnessy's Boy
- 1935 — Сади Аллаха / The Garden of Allah
- 1935 — Теодора божеволіє / Theodora Goes Wild
- 1936 — Три хрещених батька / Three Godfathers
- 1936 — Кінець місіс Чейні / The Last of Mrs. Cheyney

## Літературна творчість
Написав роман-спогад про бої польських уланів у Росії наприкінці першої світової війни (The Way of the Lancer 1932) та його продовження про час революції (Lances down, 1935).
1935 року видав книгу Acting: the first six lessons (Мистецтво актора, перші шість уроків), яка витримала кілька видань.

## Ушанування пам'яті
Вклад Річарда Болеславського в кінематограф був відзначений зіркою з його ім'ям на Голлівудській алеї слави. Номер його персональної Зірки — 7021.